# Krais del Imperio ruso
El Imperio ruso algunas veces incluyó como parte de su organización territorial varias subdivisiones conocidas como krais (territorios). Algunos de estos krais eran:
- Krai del Cáucaso (1844-1917)
- Krai del Noroeste (1870-1912)
- Krai del Suroeste (1832-1915)
- Krai del Turkestán (1865-1867)
- Krai del Vístula (1867-1918)
- Krai de Tarnópol (1810-1815)
- Krai de Uriankhai (1914-1917)
- Krai Occidental (1772-1917)